# Meir Reichaw
Meir Reichaw (urodzony jako Marian Reichbach; 20 grudnia 1923 w Gródku Jagiellońskim, zm. w 2000) – polski matematyk żydowskiego pochodzenia.

## Życiorys
Uczęszczał do szkół i spędził okupację sowiecką w Gródku Jagiellońskim. Okupację niemiecką przeżył w okolicach Gorlic, pracując na kolei. Po wojnie osiedlił się w Bytomiu, a w 1946 we Wrocławiu. W 1950 ukończył studia matematyczne na wspólnym Wydziale Matematyki, Fizyki i Chemii Uniwersytetu i Politechniki we Wrocławiu, gdzie uzyskał dyplom magistra filozofii na podstawie pracy pt. „O zbiorze końców krzywej” napisanej pod kierunkiem prof. Bronisława Knastera. Po zakończeniu studiów podjął pracę na Politechnice Wrocławskiej jako asystent, a później starszy asystent i adiunkt. W 1956 doktoryzował się na podstawie rozprawy pt. „O strukturze przestrzeni zwartych 0-wymiarowych” przygotowanej również pod kierunkiem prof. Knastera. W 1957 wyemigrował wraz z rodziną (matką, żoną i bratem Julianem) do Izraela, gdzie zmienił nazwisko na Meir Reichaw.
Do końca życia był związany z Wydziałem Matematyki Technion w Hajfie, od 1969 r. był profesorem nadzwyczajnym tej uczelni. Na przełomie 1963/64 przebywał na Uniwersytecie Cornella w Ithace a na przełomie 1970/71 na Bowling Green State University w Ohio.
Wykształcił 12 magistrów i wypromował 5 doktorów. Autor 30 prac naukowych. Miłośnik poezji polskiej.